# 리치오티 가리발디

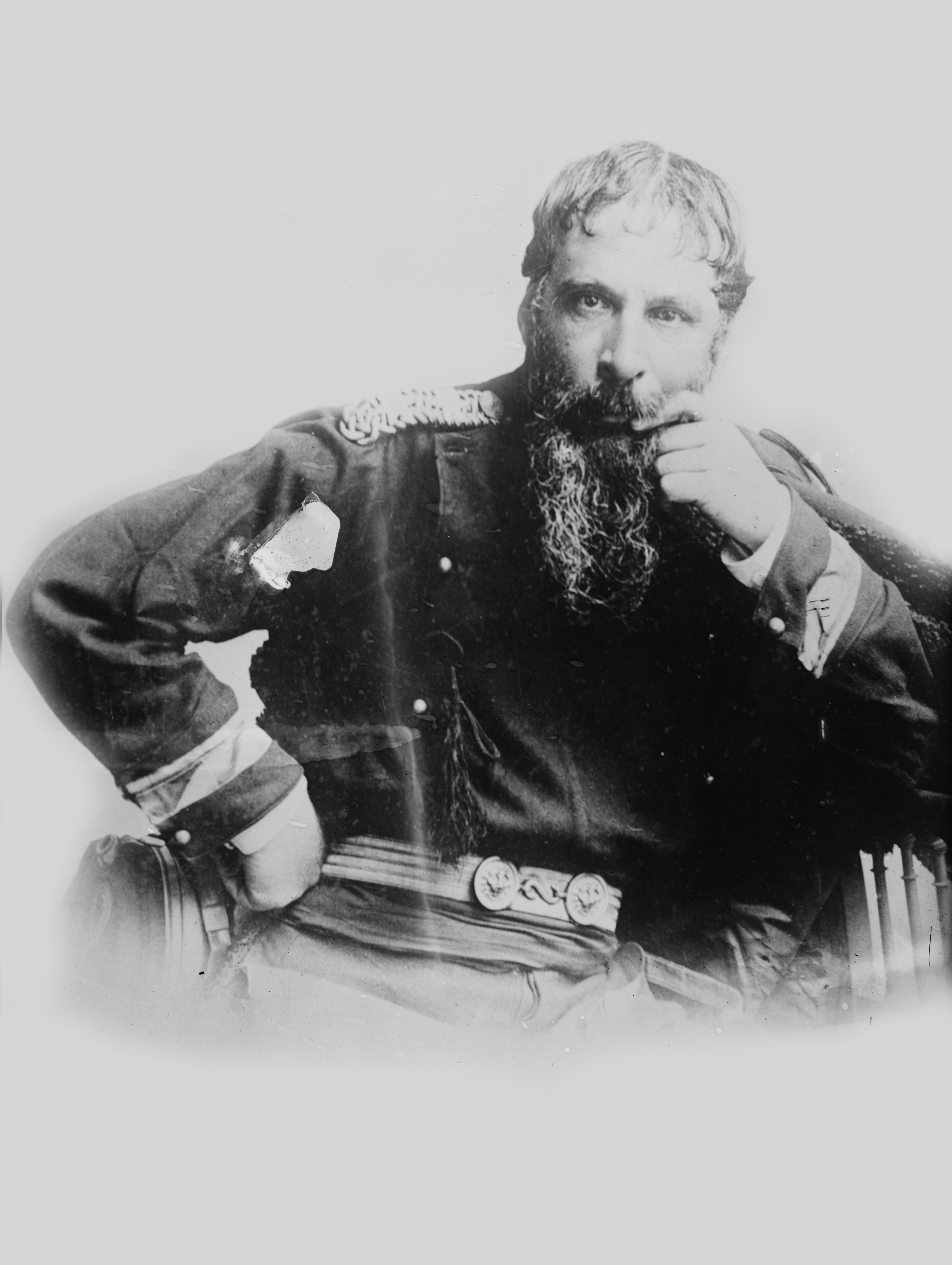

리치오티 가리발디(Ricciotti Garibaldi, 1847년 2월 24일 ~ 1924년 7월 17일)는 이탈리아의 군인이자 주세페 가리발디와 아니타 가리발디의 넷째 아들이다.

## 생애
몬테비데오에서 태어났으며, 반디에라 형제의 나폴리 왕국에 대한 실패한 원정 중 처형된 니콜라 리초티를 기려 이름이 지어졌다. 그는 젊은 시절 대부분을 니스, 카프레라, 영국에서 보냈다.
1866년, 그는 아버지와 함께 베체카 전투 (1866년)와 멘타나 전투 (1867년)에 참전했다. 1870년, 프로이센-프랑스 전쟁 중 아버지가 프랑스를 지원하기 위한 원정대에 참여했을 때, 그는 보주 아르메에서 싸웠으며, 그 과정에서 샤티용을 점령하고 푸이쉬르뱅장에서 디종 전투 중에 전쟁 중 유일하게 프로이센 깃발을 획득했다.
미국과 호주에서 시장 기업을 설립하려는 시도가 실패한 후, 그는 1887년부터 1890년까지 이탈리아 의회의 대의원이었다. 1897년 튀르크-그리스 전쟁에서 그는 다른 가리발디인들과 함께 오스만 제국에 맞서 그리스군과 함께 싸웠다. 1900년 보어 전쟁 중, 그는 영국 정부에 자신의 검을 제공했다고 보고되었지만, 그의 제안은 거절되었다.
여섯 명의 아들 중 페피노 (주세페 2세, 1879–1950)와 에치오 가리발디를 포함한 다섯 명이 제1차 세계 대전에서 군인으로 복무했다. 그 중 두 명은 아르곤 공세에서 전사했다: 브루노 (1889-1914)와 코스탄테 (1892-1915). 그에게는 또한 1962년에 사망한 딸 아니타가 있었다.
리초티 가리발디는 1924년 리오프레도에서 사망했다.

## 가계도
|                 |                 |                 |                 |                          |                          |                          |                          |                          |                          |                   |                   |                        |                        | 주세페 가리발디        | 주세페 가리발디        | 주세페 가리발디          | 주세페 가리발디          | 주세페 가리발디          | 주세페 가리발디          |                            |                            | 아나 마리아 데 제주스 리베이루 다 실바 | 아나 마리아 데 제주스 리베이루 다 실바 | 아나 마리아 데 제주스 리베이루 다 실바 | 아나 마리아 데 제주스 리베이루 다 실바 | 아나 마리아 데 제주스 리베이루 다 실바 | 아나 마리아 데 제주스 리베이루 다 실바 |                 |                 |                 |                 |                 |                 |                 |                 |                            |                            |                            |                            |                            |                            |                        |                        |                        |                        |  |  |                        |                        |                        |                        |                        |                        |  |  |               |               |               |               |               |               |  |  |
|                 |                 |                 |                 |                          |                          |                          |                          |                          |                          |                   |                   |                        |                        | 주세페 가리발디        | 주세페 가리발디        | 주세페 가리발디          | 주세페 가리발디          | 주세페 가리발디          | 주세페 가리발디          |                            |                            | 아나 마리아 데 제주스 리베이루 다 실바 | 아나 마리아 데 제주스 리베이루 다 실바 | 아나 마리아 데 제주스 리베이루 다 실바 | 아나 마리아 데 제주스 리베이루 다 실바 | 아나 마리아 데 제주스 리베이루 다 실바 | 아나 마리아 데 제주스 리베이루 다 실바 |                 |                 |                 |                 |                 |                 |                 |                 |                            |                            |                            |                            |                            |                            |                        |                        |                        |                        |  |  |                        |                        |                        |                        |                        |                        |  |  |               |               |               |               |               |               |  |  |
|                 |                 |                 |                 |                          |                          |                          |                          |                          |                          |                   |                   |                        |                        |                        |                        |                          |                          |                          |                          |                            |                            |                                        |                                        |                                        |                                        |                                        |                                        |                 |                 |                 |                 |                 |                 |                 |                 |                            |                            |                            |                            |                            |                            |                        |                        |                        |                        |  |  |                        |                        |                        |                        |                        |                        |  |  |               |               |               |               |               |               |  |  |
|                 |                 |                 |                 |                          |                          |                          |                          |                          |                          |                   |                   |                        |                        |                        |                        |                          |                          |                          |                          |                            |                            |                                        |                                        |                                        |                                        |                                        |                                        |                 |                 |                 |                 |                 |                 |                 |                 |                            |                            |                            |                            |                            |                            |                        |                        |                        |                        |  |  |                        |                        |                        |                        |                        |                        |  |  |               |               |               |               |               |               |  |  |
|                 |                 |                 |                 | 도메니코 메노티 가리발디 | 도메니코 메노티 가리발디 | 도메니코 메노티 가리발디 | 도메니코 메노티 가리발디 | 도메니코 메노티 가리발디 | 도메니코 메노티 가리발디 |                   |                   | 로사 "로시타" 가리발디 | 로사 "로시타" 가리발디 | 로사 "로시타" 가리발디 | 로사 "로시타" 가리발디 | 로사 "로시타" 가리발디   | 로사 "로시타" 가리발디   |                          |                          | 테레사 "테레시타" 가리발디 | 테레사 "테레시타" 가리발디 | 테레사 "테레시타" 가리발디             | 테레사 "테레시타" 가리발디             | 테레사 "테레시타" 가리발디             | 테레사 "테레시타" 가리발디             |                                        |                                        | 리초티 가리발디 | 리초티 가리발디 | 리초티 가리발디 | 리초티 가리발디 | 리초티 가리발디 | 리초티 가리발디 |                 |                 | 해리엇 콘스턴스 홉크래프트 | 해리엇 콘스턴스 홉크래프트 | 해리엇 콘스턴스 홉크래프트 | 해리엇 콘스턴스 홉크래프트 | 해리엇 콘스턴스 홉크래프트 | 해리엇 콘스턴스 홉크래프트 |                        |                        |                        |                        |  |  |                        |                        |                        |                        |                        |                        |  |  |               |               |               |               |               |               |  |  |
|                 |                 |                 |                 | 도메니코 메노티 가리발디 | 도메니코 메노티 가리발디 | 도메니코 메노티 가리발디 | 도메니코 메노티 가리발디 | 도메니코 메노티 가리발디 | 도메니코 메노티 가리발디 |                   |                   | 로사 "로시타" 가리발디 | 로사 "로시타" 가리발디 | 로사 "로시타" 가리발디 | 로사 "로시타" 가리발디 | 로사 "로시타" 가리발디   | 로사 "로시타" 가리발디   |                          |                          | 테레사 "테레시타" 가리발디 | 테레사 "테레시타" 가리발디 | 테레사 "테레시타" 가리발디             | 테레사 "테레시타" 가리발디             | 테레사 "테레시타" 가리발디             | 테레사 "테레시타" 가리발디             |                                        |                                        | 리초티 가리발디 | 리초티 가리발디 | 리초티 가리발디 | 리초티 가리발디 | 리초티 가리발디 | 리초티 가리발디 |                 |                 | 해리엇 콘스턴스 홉크래프트 | 해리엇 콘스턴스 홉크래프트 | 해리엇 콘스턴스 홉크래프트 | 해리엇 콘스턴스 홉크래프트 | 해리엇 콘스턴스 홉크래프트 | 해리엇 콘스턴스 홉크래프트 |                        |                        |                        |                        |  |  |                        |                        |                        |                        |                        |                        |  |  |               |               |               |               |               |               |  |  |
|                 |                 |                 |                 |                          |                          |                          |                          |                          |                          |                   |                   |                        |                        |                        |                        |                          |                          |                          |                          |                            |                            |                                        |                                        |                                        |                                        |                                        |                                        |                 |                 |                 |                 |                 |                 |                 |                 |                            |                            |                            |                            |                            |                            |                        |                        |                        |                        |  |  |                        |                        |                        |                        |                        |                        |  |  |               |               |               |               |               |               |  |  |
|                 |                 |                 |                 |                          |                          |                          |                          |                          |                          |                   |                   |                        |                        |                        |                        |                          |                          |                          |                          |                            |                            |                                        |                                        |                                        |                                        |                                        |                                        |                 |                 |                 |                 |                 |                 |                 |                 |                            |                            |                            |                            |                            |                            |                        |                        |                        |                        |  |  |                        |                        |                        |                        |                        |                        |  |  |               |               |               |               |               |               |  |  |
|                 |                 |                 |                 |                          |                          |                          |                          |                          |                          |                   |                   |                        |                        |                        |                        |                          |                          |                          |                          |                            |                            |                                        |                                        |                                        |                                        |                                        |                                        |                 |                 |                 |                 |                 |                 |                 |                 |                            |                            |                            |                            |                            |                            |                        |                        |                        |                        |  |  |                        |                        |                        |                        |                        |                        |  |  |               |               |               |               |               |               |  |  |
| 페피노 가리발디 | 페피노 가리발디 | 페피노 가리발디 | 페피노 가리발디 | 페피노 가리발디          | 페피노 가리발디          |                          |                          | 코스탄테 가리발디        | 코스탄테 가리발디        | 코스탄테 가리발디 | 코스탄테 가리발디 | 코스탄테 가리발디      | 코스탄테 가리발디      |                        |                        | 아니타 이탈리아 가리발디 | 아니타 이탈리아 가리발디 | 아니타 이탈리아 가리발디 | 아니타 이탈리아 가리발디 | 아니타 이탈리아 가리발디   | 아니타 이탈리아 가리발디   |                                        |                                        | 에치오 가리발디                        | 에치오 가리발디                        | 에치오 가리발디                        | 에치오 가리발디                        | 에치오 가리발디 | 에치오 가리발디 |                 |                 | 브루노 가리발디 | 브루노 가리발디 | 브루노 가리발디 | 브루노 가리발디 | 브루노 가리발디            | 브루노 가리발디            |                            |                            | 리초티 가리발디 주니어     | 리초티 가리발디 주니어     | 리초티 가리발디 주니어 | 리초티 가리발디 주니어 | 리초티 가리발디 주니어 | 리초티 가리발디 주니어 |  |  | 메노티 가리발디 주니어 | 메노티 가리발디 주니어 | 메노티 가리발디 주니어 | 메노티 가리발디 주니어 | 메노티 가리발디 주니어 | 메노티 가리발디 주니어 |  |  | 산테 가리발디 | 산테 가리발디 | 산테 가리발디 | 산테 가리발디 | 산테 가리발디 | 산테 가리발디 |  |  |